# Arthrographis pinicola
Arthrographis pinicola är en svampart som beskrevs av Sigler & Yamaoka 1990. Arthrographis pinicola ingår i släktet Arthrographis och familjen Eremomycetaceae.   Inga underarter finns listade i Catalogue of Life.